# Воропай, Евгений Семёнович
Воропай Евгений Семенович (20 мая 1944 г. в д. Тристенец Узденского р-на Минской области) — известный ученый в области молекулярной спектроскопии и спектрально-оптического приборостроения, разработки новых высокоэффективных препаратов биомедицинского назначения, оригинальных способов и методик спектрального анализа материалов и изделий. Родился в семье крестьян.
В настоящее время является руководителем ряда заданий и тем, в том числе выполняемых по ГПОФИ, ГКПНИ, ГНТП. Являлся научным координатором ГППИ «Оптика, электроника, информатика», соруководителем программы Минобразования РБ «Спектроаналитика», проекта INTAS, ориентированного на исследование фотосенсибилизаторов для фотодинамической лазерной терапии. Являлся руководителем успешно выполненных проектов по ГНТП «Алмазы» и «Приборы для научных исследований». В настоящее время является сокоординатором ГКПНИ «Фотоника». В целом в последние годы на кафедре основное внимание уделяется разработкам прикладной направленности.

## Биография
Родился 20 мая 1944 г. в д. Тристенец Узденского р-на Минской области в семье крестьян.
В 1961 г. окончил Озерскую среднюю школу с золотой медалью и в этом же году поступил на первый курс физического факультета Белорусского государственного университета.
В 1963 г. был зачиcлен на образованное отделение радиофизики.
В 1966 г. окончил Белгосуниверситет получив квалификацию радиофизика со специализацией радиофизика и электроника.
Был распределен в аспирантуру ИФ НАНБ.
В 1967 г. переведен в БГУ на кафедру общей физики, где работал до 1978 г. в должностях ст. инженера.
В 1973 г. году защитил кандидатскую диссертацию по теме «Поляризованная флуоресценция растворов сложных молекул при двухфотонном возбуждении».
В сентябре 1973 г. был переведен на должность старшего преподавателя кафедры общей физики.
В 1976 г. году был избран на должность доцента.
В 1992 г. защитил докторскую диссертацию на тему «Нелинейная люминесценция и методы ее фотометрии».
В 1993 г. присуждена ученая степень доктора физико-математических наук решением ВАК СССР (протокол № 28Д/13 от 11 июня 1993 года).
В 1994 г. присвоено решением Аттестационной коллегии Министерства образования Республики Беларусь (пр.№ 3/1-П от 25 марта 1994 г.) звание профессора по специальности «Оптика» .
В декабре 1997 г. был переведен в БГУ и по приказу назначен и. о. зав. кафедрой лазерной физики и спектроскопии.
В июле 1998 г. был избран по конкурсу на должность заведующего кафедрой.
В 2014 году занесен на Доску Почета БГУ.
В 2014 году за разработку и сенсибилизатора нового поколения на конкурсе лучших инновационных проектов и лучших научно-технических разработок года в Санкт-Петербурге получен диплом 1-й степени с вручением золотой медали.
В 2015 году за разработку «Лазерного видео-микроспектрометрического комплекса (ВМСК) для анализа характеристик пространственно сложных объектов» получен диплом 2-й степени с вручением серебряной медали.

## Научная деятельность
В рамках кандидатской и докторской диссертаций им изучены основные характеристики нелинейной люминесценции разработаны основные положения поляризованной двухфотонно-возбуждаемой флуоресценции; получили развитие основные положения люминесценции растворов при световом тушении; впервые экспериментально подтверждено явление вынужденной молекулярной релаксации, разработан ряд методов и аппаратных средств для изучения нелинейно-оптических характеристик сложных молекул в растворах, которые обобщены в монографии «Техника фотометрии высокого амплитудного разрешения».
Постоянно руководит работой студентов, магистрантов и аспирантов. Под его руководством защищено 10 кандидатских и 2 докторские диссертации причем двое из аспирантов защитили диссертации в срок, за время обучения в аспирантуре.
В последние годы Воропаем Е. С. развивается научное направление в области оптики, лазерной физики и спектроскопии, ориентированное на исследование взаимосвязи спектрально-люминесцентных характеристик со структурными особенностями сложных молекулярных систем и разработку на этой основе молекулярных структур для определенных приложений (лазерной физики, медицины) а также на разработку методов и аппаратуры для изучения молекулярных систем и комплексов. Разработан и запатентован ряд элементов и узлов для аппаратуры аналитического назначения. Наработки использованы при разработке конструкторской документации и создании опытных образцов импульсного спектрофлуориметра для исследовании кинетики вторичных свечений в наносекундном диапазоне. Освоен серийный выпуск прибора на УП «Оптрон» для ряда учебных заведений и учреждений РБ.
Большое внимание Воропаем Е. С. уделяется общественной и организационной работе, он является членом редколлегии «Журнала прикладной спектроскопии» ответственным секретарем журнала «Вестник БГУ. Серия 1», членом Всесоюзного физического общества, Всесоюзного оптического общества Д. С. Рождественского, членом Коллегии национальных экспертов стран СНГ по лазерам и лазерным технологиям, членом проблемного Совета по спектроскопии и люминесценции НИИ ПФП и БГУ, председателем Совета БГУ (Д 02.01.17.) по защите докторских диссертаций.
Им разработаны и прочитаны общие курсы по оптике для студентов физического факультета, а также по оптике и атомной физике для студентов химического факультета. Постоянно читаются спецкурсы для студентов и магистрантов кафедры. Он осуществляет руководство курсовыми, дипломными и магистерскими работами, а также работой аспирантов.
По результатам исследований Воропай Е.С опубликовал более 700 работ, в числе которых 4 монографии, 4 препринта и 51 авторских свидетельств и патентов. В числе которых 15 патентов Республики Беларусь и 1 патент Франции. Им сделано ряд докладов на Международных конференциях, в ряде из них Воропай Е. С. входил в состав оргкомитетов конференций и выступал с приглашенными докладами.
Разработаны и созданы уникальные спектральные комплексы и методики их использования в технологиях, медицине, промышленности при анализе материалов и изделий: наносекундный импульсный спектрофлуориметр, выпущенный в виде малой серии; комплект малогабаритных спектрометров для учебных и научных применений; гиперспектрометр, обеспечивающий регистрацию спектра каждой точки объекта; диагностические комплексы, обеспечивающие определение областей локализации новообразований по регистрации лазерно-возбуждаемой флуоресценции; поляризационный микроскоп ППЛМ-02-05, внесенный в Государственный реестр и сертифицированный для определения подлинности бумаги документной, защищенной разработанной и запатентованной поляризационной меткой, которая используется при производстве документной бумаги на УП «Бумажная фабрика» Гознака (г. Борисов) в объемах 1 500 тонн в год.
Работа Е. С. Воропая по спектроскопии бензтиазольного красителя тиофлавина Т, выполненная совместно с учеными России стала фундаментом нового направления в науке, связанного с изучением амилоидных фибрилл, возникновение которых сопряжено с тяжелыми нейродегенератиными заболеваниями, такими как болезнь Альцгеймера и болезнь Паркинсона. По данным Scopus работа имеет более 190 цитирований в престижных международных журналах. Воропай Е.С сотрудничает с учеными Германии, Франции, Англии и др. Материалы представляются и докладываются на Международных совещаниях и конференциях. Участвует в работе многих конференций в качестве члена программных комитетов (ICONO/LAT, Лазерная физика и оптические технологии, Медэлектроника и др.).
Участвует в работе советов и редколлегий журналов. Является председателем Совета БГУ (Д 02.01.17) по защите докторских диссертаций, членом Совета по защите диссертаций Д 02.05.17 при БНТУ; членом редколлегии, заместителем главного редактора «Журнала прикладной спектроскопии»; заместителем ответственного редактора серии 1 журнала «Вестник БГУ»; членом Коллегии национальных экспертов стран СНГ по лазерам и лазерным технологиям; заместителем председателя экспертного совета по лазерно-оптической технике при ГКНТ; членом экспертного совета БРФФИ; сокоординатором государственной программы научных исследований (ГПНИ — «Электроника и фотоника», подпрограмма «Фотоника-2»).
Им подготовлено 2 доктора и 10 кандидатов наук.

## Награды и премии

### Государственные награды
- медаль «За трудовое отличие» (1986 г);
- лауреат Государственная премия Республики Беларусь в области науки и техники (1994 г);
- почетная грамота Национального собрания Республики Беларусь (2011 г.);
- нагрудный знак Мінiстэрства адукацыi «Выдатнік адукацыi» (2014 г.);
- заслуженный деятель науки Республики Беларусь (2021)[9]

### Другие награды
- почетные грамоты института и БГУ, Минвуза БССР и СССР;
- премия им. А.Н Севченко (2003 г.);
- почетная грамота НАН Беларуси (2006 и 2009 гг.);
- благодарность председателя Президиума НАНБ (2007 г);
- почетная грамота ИФНАНБ им. Б. И. Степанова (2008 г.);
- почетная грамота БРФФИ (2008 г.);
- почетное звание «Заслуженный работник БГУ» (2012 г.);
- персональная надбавка Президента Республики Беларусь за выдающийся вклад в социально-экономическое развитие республики (1999 и 2011 гг.);
- почетная грамота ВАК Республики Беларусь (2013 г.).
- получен диплом 1-й степени с вручением золотой медали (2014 г.).
- получен диплом II-ой степени с вручением серебряной медали (2015 г.).

## Основные публикации

### Монографии
- Воропай Е. С., Гулис И. М., Комяк А. И., Толстик А. Л., Чалей А. В. Лазерная физика и спектроскопия в БГУ. Кафедре лазерной физики и спектроскопии 60 лет. Минск. БГУ. 2013. 232 с.
- Спектральные приборы для аналитических применений Перспективные разработки / Под редакцией Е. С. Воропая Мн.: БГУ, 2005. — 196 с.
- Воропай Е. С., Соловьев К. Н., Умрейко Д. С. Спектроскопия и люминесценция молекулярных систем. Мн.: БГУ, 2002. 399с.
- Воропай Е. С., Торпачев П. А. Техника фотометрии высокого амплитудного разрешения. Минск: Университетское.1988. 208с.

### Препринты
- Воропай Е. С., Грузинский В. В., Торпачев П. А. Внутрирезонаторная лазерная спектроскопия в наносекундном диапазоне. Минск, 1986. — 43с.// Препринт ИФ АН БССР. № 406.
- Бык А. П., Воропай Е. С., Гусенков С. Н., Колесников В. Н., Ревинский В. В., Саечников В. А., Чернявский А. Ф. Автоматизация эксперимента в нелинейной спектроскопии. М.:1986. — 21c. // Препринт ФИАН СССР. № 61.
- Воропай Е. С., Грузинский В. В., Кирсанов А. А. Xарактеристики новых активных сред лазеров на сложных органических соединениях. Ч.1. Мн. 1990. — 47с. / Препринт ИФ АН БССР. № 595.
- Воропай Е. С., Грузинский В. В., Кирсанов А. А. Xарактеристики новых активных сред лазеров на сложных органических молекулах. Ч.2. Мн. 1990. — 19с. // Препринт ИФ АН БССР. № 596.

### Авторские свидетельства, патенты
- А.с. № 759865 СССР МКИ G 01 J 1/44. Устройство для измерения малых оптических потерь./ Е. С. Воропай, А. М. Саржевский, А. Н. Севченко, П. А. Торпачев (СССР) № 2624004/18-25. Заявл. 02.06.78. Опубл. 30.08.80 Б. И. № 32.
- А.с. № 772356 СССР МКИ G 01 J 23/26. Устройство для измерения оптических потерь./ Е. С. Воропай, А. М. Саржевский, П. А. Торпачев (СССР) № 2711685/18-25. Заявл. 09.01.79. Не публ. Гриф Т.
- А.с. № 849842 СССР МКИ G 01 J 1/44. Схема измерения оптических потерь в исследуемых объектах./Е. С. Воропай, И. А. Малевич, П. А. Торпачев, Б. П..Устинов (СССР) № 2846231/18-25. За-явл.30.11.79. Не публ. Гриф Т.
- А.с. № 818246 СССР МКИ G 01 23/26. Способ измерения оптических потерь./ Е. С. Воропай, А. М. Саржевский, П. А. Торпачев (СССР) № 2844941/18-25. Заявл. 26.11.79. Не публ. Гриф Т.
- А.с. 795760 СССР МКИ G 01 № 21/21. Способ измерения отношения сечений поглощения фотонов с различными состояниями поляризации и устройство для его реализации./ Е. С. Воропай, П. А. Торпачев, А. М. Саржевский, В. А. Гайсенок (СССР) № 2821750/18-25. Заявл. 24.09.79. Не публ. Гриф Т.
- А.с. № 875952 СССР МКИ G 01 № 21/76. Способ измерения спектра люминесценции./ Е. С. Воропай, А. А. Кирсанов, В. А. Саечников, А. М. Саржевский (СССР) № 2921153/18-25. Заявл. 28.04.80. Не публ. Гриф Т.
- А.с. № 1012654 СССР МКИ G 01 J 3/26. Способ измерения спектров двухфотон-ного поглощения. /Е. С. Воропай, П. А. Торпачев, Б. П. Устинов, С. И. Чубаров (СССР) № 2984540/18-25. Заявл. 23.09.80. Не публ. Гриф Т.
- А.с. № 940470 СССР МКИ С 07 D 215/06. Перхлорат 2-[7-[1 — этил2(1Н)хинолинилиден]-4-хлор-3,5(о-фенилено)-1,3,5- гептатриен-1-ио} 1-этилхинолиния в качестве рабочего вещества лазерной среды. / Е. С. Воропай, А. А. Кирсанов, А. П. Луговский, В. И. Попечиц, Г. М. Сосновский, М. П. Самцов (СССР) № 3236412/23-04; Заявл. 19.01.81- Не публ. Гриф Т.
- А.с. № 1126079 СССР МКИ G 01 № 21/76. Способ измерения спектра люминесценции./ Е. С. Воропай, А. А. Кирсанов, В. А. Саечников, А. М. Саржевский (СССР) № 3336306//18-25. Заявл. 09.09.81. Не публ. Гриф Т.
- А.с. № 1044003 CCCH VRB C 07 277/64. Иодид-2-7-3-этил 2 (3Н) −6-мето-ксибензтиазолилден-4-хлор-3,5(о-фенилено)-1,3,5-гептатриен-1-ил-3-этил-6-метоксибензтиа-золия в качестве рабочего вещества активной лазерной среды. / Луговский А. П., Воропай Е. С., Сосновский Г. Н., Бойко И. И., Эрдман М. В., Кирсанов А. А. (СССР) № 3366102/23-04. Заявл. 10.12.81. Не публ. Гриф Т.
- А.с.№ 1070904 СССР МКИ С 09 В 23/06. Мезохлорзамещенные трикарбоцианины в качестве красителя активной среды с областью генерации 750-1000нм. / Г. М. Сосновский, А. П. Луговский, М. В. Эрдман, А. А. Кирсанов, Е. С. Воропай, В. А. Саечников, В. И. Попечиц, М. П. Самцов (СССР) № 3327469/23-05.Заявл.02.06.81.Не публ. ГрифТ.
- А.с. № 1048780 СССР МКИ С 09 В 23/06. Производные индотрикарбоцианина в качестве рабочего вещества активной лазерной среды./ Луговский А. П., Воропай Е. С., Эрдман М. В., Кирсанов А. А., Бутримович О. В. (СССР) № 3392858/23-05. Заявл. 08.02.82. Не публ. Гриф Т.
- А.с. № 1254846 СССР МКИ G 01 J 1/4. Устройство измерений коэффициентов ослаблений световых импульсов./ Воропай Е. С., Малевич И. А., Торпачев П. А., Чубаров С. И. (СССР) № 3698317/ 24-25. Заявл. 06.02.84. Не публ. Гриф Т.
- А.с. № 1102226 СССР МКИ С 07 D 277/64. Иодид-2-{7-3-метил 2(3Н) нафто (1,2-d) тиазолиден ] −4-хлор-3,5-(о-фенилено −1,3,5 -гептатриен-1-ил)-3-метилнафто-(1,2-d)тиазолия в качестве рабочего вещества активной лазерной среды./ Воропай Е. С., Сосновский Г. М., Луговский А. П., Кирсанов А. А., Тищенко А. Т. (СССР) № 3598187. Заявл. 31.05.83. Не публ. Гриф Т.
- А.с. № 1198387 СССР МКИ G01 J 1/10. Способ измерения оптических характеристик объектов./ Воропай Е. С., Торпачев П. А., Карась В. И., Ломако В. М. (СССР) № 3694478/24-05. Заявл. 26.01.84. Опубл. 15.12.85. БИ № 46.
- А.с. № 1221507 СССР МКИ G 01 J 1/44. Способ измерения светового излучения и устройство для его осуществления./ Воропай Е. С., Торпачев П. А., Карась В. И.,Ломако В. М. (СССР) № 3729254/ 24 −25. Заявл. 5.03.84. Опубл. 30.03.84. БИ № 12.
- А.с. № 1179860 СССР МКИ H 01 L 21/66. Способ определения концентрации примеси в стеклообразных матрицах./Воропай Е. С.,Горбачев С. М.,Козлов И. Н.,Черенда Н. Г.(СССР) № 3734550/24-25. Заявл. 24.04.84. Не публ. Гриф Т.
- А.с. № 1187562 СССР МКИ G 01 № 21/7. Способ измерений коэффициента ослабления объектом коротких световых импульсов./ Е. С. Воропай, П. А. Торпачев, В. А. Саечников, С. Н. Гусенков.(СССР) № 23724573/24-25. Заявл. 11.04.84. Не публ. Гриф Т.
- А.с. № 1220431 СССР МКИ G 01 № 1/44. Устройство для измерения оптических характеристик процессов нелинейного поглощения при возбуждении однократными световыми импульсами./Воропай Е. С., Гусенков С. Н., Ермалицкий Ф. А., Саечников В. А. СССР № 3751191/24-25. Заявл. 24.04.84. Не публ. Гриф Т.
- А.с. № 1229591 СССР МКИ G 01 1/44. Фотоприемник./Воропай Е. С., Ломако В. М., Карась В. И., Торпачев П. А. (СССР) № 3744518/24-25. Заявл. 25.05.85. Опубл. 07.05.80.
- А.с. № 1261535 CCСР МКИ Н 01 53/20. Активная среда для лазеров на растворах органических соединений.// Луговский А. П.., Кирсанов А. А., Воропай Е. С., Самцов М. П.(СССР) № 3793151 /24-25. Заявл. 24.09.84. Не публ. Гриф Т.
- А.с. № 1378552 СССР МКИ G 01 G 5/28. Способ измерения мощности световых импульсов и устройство для его осуществления./Воропай Е. С., Ермалицкий Ф. А., Карась В. И., Торпачев П. А. (СССР),№ 3803481/31-25. Заявл. 17.10.84., не публ. Гриф Т.
- А.с. № 1354672 СССР МКИ С 07 263/32. 4-замещенные (5-арилоксазолил-2)гиппуровой кислоты в качестве органических люминофоров фиолетового свечения./ Афанасиади О. М., Верезубова С. А., Воропай Е. С., Красовицкий Б. М., Луговский А. П., Лысова И. В., Тур И. Н. (СССР) № 3385013//31-04. Заявл. 17.04.85. Не публ. Гриф Т.
- А.с. № 1323999 СССР МКИ G 02 °F 1/35. Способ измерений зависимости сечения двухфотонного поглощения и устройство для его реализации./ Е. С. Воропай, П. А. Торпачев, В. А. Саечников, С. Н. Гусенков.(СССР)№ 3802982/31-25. Заявл. 17.10.84. Опубл. от 5.07.87. Б. И. № 26.
- А.с. № 1456428 СССР МКИ С 07 D 309/34. Способ получения 4-дицианометилен-2-метил-6-диметиламиностирил-4(Н)-пирана./ Воропай Е. С., Луговский А. П., Алексеев А. А., Эрдман М. В. (СССР).№ 4277885/23-04.Заявл. 04.05.87. Опубл. 07.02.89. БИ № 5.
- А.с.№ 1401884 СССР МКИ С 09 В 23/08. 2-хинотрикарбоци-анинперхлорат в качестве рабочего вещества активной лазерной среды./ Луговский А. П., Воропай Е. С., Эрдман М. В., Бутримович О. В., Ксенофонтова Н. М., Кирсанов А. А. (СССР) № 4140139/23-05. Заявл. 21.10.86. Не публ. Гриф Т.
- А.с. № 1442038 СССР МКИ Н 01 S 3/20. Активная среда для лазеров на растворах органических соединений./ Бутримович О. В., Воропай Е. С., Ксенофонтова Н. М., Луговский А. П., Самцов М. П. СССР. № 4127691/24-25. Заявл. 02.10.86. Не публ. Гриф Т.
- А.с. № 1460946 СССР МКИ С 07 D 309//34. 4-дицианометилен-2,3тетраметилен-6-N-диметиламиностирил-4(Н)-пиран в качестве рабочего вещества активной лазерной среды./ Луговский А. П., Алексеев Н. Н., Воропай Е. С., Эрдман М. В., Гусенков С. Н.(СССР) № 4251236/23-04. Заявл. 27.05.87. Не публ. Гриф Т.
- А.с. 1642442 СССР МКИ G 04 °F 10/00. Способ определения постоянной времени фотоприемника и устройство для его осуществления./ Воропай Е. С., Гусенков С. Н., Торпачев П. А., Саечников В. А., Кудинов В. Н.(СССР) № 445439/24-21. Заявл. 5.07.83. Опубл. 15.04.91. БИ № 16.
- А.с.№ 1718058 СССР МКИ G 01 № 21/64 Эталон для калибровки спектрофлуорoметра./Воропай Е. С., Нижников В. В., Торпачев П. А., Коржик М. В., Павленко М. В., Мейльман М. Л., Смирнова С. А.(СССР).№ 4792734/25. Заявл. 20.02.90.Опубл.07.03.92. Бюл.№ 9
- А.с. № 1770867. Способ измерения малых оптических потерь и устройство для измерения малых оптических потерь./ Воропай Е. С., Казак Н. С., Лугина А. С., Надеенко А. В., Павленко В. К., Санников Ю. А., Торпачев П. А. (СССР). № 4636291. Заявл. 12.01.89.
- А.с. №1770855 . Способ определения относительного спектрального распределения интенсивности излучения вторичного процесса и устройство для его реализации/Воропай Е.С., Казак Н.С., Лугина А.С., Надеенко А.В., Санников Ю.А., Торпачев П.А.(СССР). №4822743/25. Заявл. 14.05.90